# Loupiac (Żyronda)
Loupiac – miejscowość i gmina we Francji, w regionie Nowa Akwitania, w departamencie Żyronda.
Według danych na rok 1990 gminę zamieszkiwało 990 osób, a gęstość zaludnienia wynosiła 103 osób/km² (wśród 2290 gmin Akwitanii Loupiac plasuje się na 432. miejscu pod względem liczby ludności, natomiast pod względem powierzchni na miejscu 1090.).